# 1962

## Esdeveniments
Països Catalans
- 23 d'abril, Barcelona: es publica el primer volum d'Edicions 62: Nosaltres, els valencians de Joan Fuster.[1]

- 25 de setembre: un gran desbordament causa 441 morts i 374 desaparicions a les comarques del Vallès, el Barcelonès i el Baix Llobregat.[2]
- 25 de desembre: Cau una gran nevada a Catalunya.[3]
- 31 de desembre, Palma, Mallorca: s'hi constitueix a l'Obra Cultural Balear.[4]
- Darrera cita de la reproducció del morell xocolater al delta de l'Ebre. No tornarà a criar a Catalunya fins al 2015 al pantà d'Utxesa.[5]
- Obertura de la sabateria "Rápido Suarez" a la Plaça de la Llana de Barcelona.

Resta del món
- 15-16 de febrer, Alemanya, una marejada fort destrueix els dics i nega tota la zona costanera i els estuaris del Weser i de l'Elba.
- 12 d'abril, Madrid: les Corts Espanyoles aproven la nacionalització del Banc d'Espanya.
- 14 de maig, Atenes, Grècia: Joan Carles de Borbó, príncep d'Espanya, i Sofia de Grècia, princesa de Grècia, contrauen matrimoni seguint el ritu ortodox i catòlic.
- 11 de setembre, Anglaterra: The Beatles acaben de gravar Love Me Do, el seu primer disc senzill.[6]
- 9 d'octubre, Uganda: Independència d'Uganda.
- 15 d'octubre: Els EUA descobreixen l'emplaçament de míssils a Cuba. crisi dels míssils de Cuba.
- 22 d'octubre: El president dels EUA, John F. Kennedy, fa pública la presència de míssils nuclears a Cuba.
- 28 d'octubre: L'URSS comença a retirar els míssils de Cuba a canvi de la retirada per part dels Americans dels míssils a Turquia.

### Còmic
```
Fa 63 anys
```

Morts
- 17nov  Albéric Bourgeois (dibuixant)

Naiximents
- 12gen  Joe Quesada
- 27feb  Andy Kubert
- 28mar  Joakim Lindengren (United States of Banana)

Publicacions
El 1962 aparegueren publicats per primera volta personatges com Diabolik, Doctor Doom, Hulk, Spider-Man o Thor (Marvel).

### Premis Nobel
| Camp                  | Guardonats                                          |
| --------------------- | --------------------------------------------------- |
| Física                | - Lev Landau                                        |
| Química               | - Max Perutz - John Kendrew                         |
| Medicina o Fisiologia | - Francis Crick - James D. Watson - Maurice Wilkins |
| Literatura            | - John Steinbeck                                    |
| Pau                   | - Linus Pauling                                     |

### Tecnologia
Steve Russell, Martin Graetz, Wayne Wiitanen i altres col·laboradors crearen el videojoc Spacewar! en l'ordinador PDP-1 del Massachusetts Institute of Technology, a partir del qual es va reproduir en altres unitats i esdevingué el primer joc jugable en diferents màquines, totes en l'àmbit universitari.
- Russell i un PDP-1
- Pantalla del joc

## Naixements
Països Catalans
- 5 de gener - Barcelona: Maria Rosa Sánchez Nieto, jugadora de basquetbol catalana.[8]
- 7 de gener - Gratallops, Priorat: Josep-Enric Balaguer i Pelegrí, pintor català[9]
- 13 de gener - Girona: Pia Bosch i Codolà, psicòloga i política catalana, ha ocupat diferents càrrecs polítics.[10]
- 31 de gener - Barcelona, Anna Aguilar-Amat, poeta i assagista catalana, investigadora i professora universitària.[11]
- 26 de febrer - Barcelona: Meri Puig Rebustes, alpinista i guia de muntanya catalana.[12]
- 4 de març - Barcelona: Núria Terés i Bonet, biòloga, professora i activista política, fou regidora de l'Ajuntament de Girona (m. 2016).[13]
- 24 de març - Perpinyà, Rosselló: Mariel·la Finet, doctora en física energètica, professora a Perpinyà, professora de cant, escriptora i compositora de sardanes.[14]
- 26 de març - Llucmajor, Mallorca: Maria Gràcia Muñoz, mestra, logopeda, política mallorquina, ha estat diputada al Congrés de Diputats.[15]
- 3 d'abril - Barcelona: Sílvia Romero i Olea, escriptora catalana.[16]
- 6 d'abril - Sant Vicenç de Torelló, Osona: Palmira Arcarons i Oferil, política catalana, ha estat diputada al Parlament de Catalunya.[17]
- 2 de maig - Alforja: Anna Roig, física catalana, doctora en ciència de materials i investigadora a l'ICMAB-CSIC per a la nanomedicina.[18]
- 14 de maig - L'Hospitalet de Llobregat, Barcelonès: Ferran Adrià, cuiner català.[19]
- 15 de maig - Barcelona: Teresa Solana i Mir, escriptora de novel·la negra catalana.[20]
- 23 de maig - l'Alguer: Franca Masu, cantant sarda que encapçala el ressorgiment de la cançó catalana a l'Alguer.[21]
- 28 de maig - Elx: Cristina Andreu i Galipienso, ballarina, coreògrafa, actriu, directora de companyia i professora de dansa valenciana.[22]
- 17 de juny - Nules, Plana Baixa: Marisol Gonzàlez i Felip, poetessa valenciana, membre de l'Acadèmia Valenciana de la Llengua.[23]
- 23 de juny - Puig-reig, Berguedà: Maria Montserrat Butxaca, poetessa catalana.[24]
- 15 de juliol - Barcelona: Anna Sureda i Balari, metgessa hematòloga barcelonina.
- 3 d'agost: 
  - Palma, Mallorca: Albert Tous, tennista.
  - Barcelona: Mònica Huguet, periodista, presentadora i realitzadora de televisió a TV3.[25]
- 22 d'agost - Puçol, l'Horta Nord: Manel Alonso i Català, escriptor, editor i periodista valencià.
- 21 de setembre - Barcelona: Carles Sabater, cantant i actor català (m. 1999).
- 30 de setembre - Barcelona: Rosa Maria Serra Reixach, escriptora catalana.[26]
- 2 de novembre - Folgueroles, Osona: Anna Dodas i Noguer, poeta catalana (m. 1986).[27]
- 26 de novembre - Tarragona: Pilar Bilbao Sentís, jugadora i entrenadora de basquetbol catalana.[28]
- 27 de novembre - València: Manuel Cervera Taulet, metge i polític valencià, conseller de Sanitat de la Generalitat Valenciana des del 2007.
- 9 de desembre - Quart de Poblet, Horta Oest: Carmen Martínez Ramírez, política valenciana, alcaldessa del seu municipi des del 1999 i secretària general del Partit Socialista del País Valencià.[29]
- Buenos Aires: Valeria Bergalli, editora establerta a Catalunya.

Resta del món
- 17 de gener, Ontario, Canadà: James Eugene Redmond «Jim Carrey», actor de cinema.
- 29 de gener, Sulechów (Polònia): Olga Tocarczuk, escriptora polonesa, Premi Nobel de Literatura de l'any 2018 (atorgat el 2019).[30]
- 21 de febrer, Sant Sebastià: Cristina Garmendia, biòloga, empresària i professora universitària basca; fou ministra de Ciència i Innovació.[31]
- 22 de febrer, Melbourne, Austràlia: Steve Irwin, el “caçador de cocodrils”, herpetòleg i presentador de TV australià (m. 2006).
- 4 de març, 
  - Reykjavík, Islàndia: Friðrik Erlingsson, músic i escriptor islandès.[32]
  - Saint-Leu-la-Forêt: Claire Voisin, matemàtica francesa.[33]
- 7 de març, Sevilla, Espanya: Gustau Muñoz, activista socialista i independentista català, militant de la UJML.
- 15 d'abril, 
  - Casablanca, Marroc: Nawal El Moutawakel, atleta marroquina, primera dona d'un país islàmic a guanyar una medalla olímpica.[34]
  - Al-Nabi Shayth (Líban): Fuad Shukr, comandant militar de Hezbol·là (m. 2024).[35]
- 28 d'abril, Bad Homburg, Hessen: Susanne Klatten, multimilionària i empresària alemanya.[36]
- 3 de maig: Bonn, Anselm Jappe, filòsof alemany.
- 9 de maig, Madrid: Beatriz Gimeno, política i activista espanyola en favor dels drets LGBT.[37]
- 10 de maig, San José, Costa Rica: Sandra Cauffman, enginyera elèctrica i física costa-riquenya destacada pel seu treball a la NASA.[38]
- 11 de maig: Mohammad Yousef Kargar, esportista afganès.
- 20 de maig, Belarús: Aleksandr Dediuixko, actor.
- 29 de maig, Nigèria: Bisi Silva (Olabisi Obafunke Silva), conservadora i especialista en art contemporani (m. 2019).[39]
- 4 de juny, Màlaga: Trinidad Jiménez, política espanyola membre del PSOE, que ha estat Ministra del Govern d'Espanya.[40]
- 10 de juny, Los Angeles, Califòrnia: Gina Gershon, actriu estatunidenca de cinema, teatre i televisió.[41]
- 16 de juny, Sena-Saint Denis, París, França: Cathy Ytak, escriptora i traductora.[42]
- 18 de juny, Queens, Nova York: Lisa Randall, física teòrica americana experta en física de partícules i cosmologia.[43]
- 24 de juny, Ciutat de Mèxic: Claudia Sheinbaum, política, científica, activista i escriptora, Cap de Govern de Ciutat de Mèxic.[44]
- 20 de juliol, 
  - Seraing: André Renard, sindicalista i federalista belga
  - Darlington: Julie Bindel, escriptora anglesa, feminista i cofundadora del grup Justice for Women.[45]
- 29 de juliol: Carl Cox, productor i punxa-discos anglès, especialitzat en techno i house.
- 5 d'agost:
  - Noia, província de la Corunya: Ana Romaní, escriptora i periodista gallega.[46]
  - Kingston, Jamaica: Patrick Ewing, conegut com a Pat Ewing, és un ex-jugador de bàsquetestatunidenc[47]
- 10 d'agost, Hartford (Connecticut), Estats Units: Suzanne Collins, escriptora i guionista estatunidenca.[48]
- 13 d'agost, Madrid: Gracia Querejeta, directora de cinema espanyola.[49]
- 25 d'agost, Margilan, Uzbekistan: Mutabar Tadjibayeva, periodista independent i activista per als drets humans uzbeka.[50]
- 29 d'agost, Colònia: Jutta Kleinschmidt, periodista i pilot de ral·lis alemanya, primera dona a guanyar el Ral·li Dakar.[51]
- 4 de setembre, Higashiosaka, Japó: Shinya Yamanaka, metge japonès, Premi Nobel de Medicina o Fisiologia de l'any 2012.
- 6 de setembre, Chicago: Jennifer Egan, escriptora estatunidenca.[52]
- 21 de setembre, Chongqing (Xina): Hong Ying (en xinès: 虹影), poeta i escriptora xinesa.
- 30 de setembre, Amsterdam, Països Baixos: Franklin Edmundo Rijkaard, futbolista i entrenador de futbol holandès.
- 22 d'octubre - Berwyn: Bob Odenkirk, actor, humorista i director estatunidenc.
- 1 de novembre, Michigan, EUA: Anthony Kiedis, músic estatunidenc, cantant de Red Hot Chili Peppers.
- 9 de novembre, Madrid: Dolores Delgado García, fiscal espanyola, que fou ministra de Justícia i fiscal general de l'Estat.[53]
- 19 de novembre, Los Angeles, Califòrnia: Jodie Foster, actriu de cinema estatunidenca, guanyadora de dos premis Oscar.[54]
- 4 de desembre: Aleksandr Litvinenko, agent del KGB.
- 12 de desembre, Palos Verdes, Califòrnia: Tracy Austin, tennista estatunidenca que fou número 1 l'any 1980.[55]
- 22 de desembre, Ipswich, Suffolk, Regne Unit: Ralph Fiennes, actor britànic.[56]
- 23 de desembre: Arad, Romania, Stefan Hell, físic alemany d'origen romanès, Premi Nobel de Química de 2014.
- Sichuan: Liu Yaming, pintor
- Dallas: Jeff Dunham, humorista i ventríloc

## Necrològiques
Països Catalans
- 25 de gener - Illa, Rosselló: Josep Sebastià Pons, escriptor nord-català (n. 1886).
- 26 de gener, Mèxic: Victorina Vila Badia, mestra catalana, cofundadora de diversos projectes escolars de Lleida (n. 1883).[cal citació]
- 7 de març - Madrid, Espanya: Juan Calvo Domenech, actor valencià (n. 1892).
- 10 de març - Madrid: Joan March, contrabandista i financer mallorquí (n. 1880).
- 31 de maig - Barcelona: Eduard Toldrà i Soler, compositor català (n. 1895).[57]
- 26 de juliol - Barcelona: Raquel Meller, cantant, cupletista (n. 1888).[58]
- 1 d'agost - Barcelona: Emili Vendrell i Ibars, tenor i destacat intèrpret de cançons tradicionals catalanes (69 anys).[59]
- 19 de setembre - Silla: Carmen Valero Gimeno, mestra, intel·lectual, feminista i sindicalista valenciana (n. 1893).[60]

Resta del món
- 29 de gener - Nova York, EUA: Fritz Kreisler, violinista i compositor austríac (n. 1875).
- 30 de gener - Cambambe, Angola: Alda Lara, poetessa angolesa en llengua portuguesa (n. 1930).[61]
- 11 de febrer - Ciutat de Mèxic (Mèxic): Indalecio Prieto Tuero, polític socialista espanyol (n. 1883).
- 15 de març - Berkeley, Califòrnia (EUA): Arthur Holly Compton, físic estatunidenc, Premi Nobel de Física de 1927 (n. 1892).
- 26 de març - Ciutat de Nova York: Augusta Savage, escultora, educadora i activista estatunidenca (n. 1892).[62]
- 5 d'abril - Kensington, Londres: Agnes Morton, tennista britànica que va competir a començaments del segle xx (n. 1872).[63]
- 17 d'abril - Beverly Hills, Califòrnia: Louise Fazenda, actriu còmica molt popular en el cinema mut i sonor entre 1910 i 1930 (n. 1895).[64]
- 4 de maig - Cambridge, Anglaterra: Cécile Vogt, neuròloga, que contribuí a la recerca sobre el tàlem cerebral (n. 1875).[65]
- 19 de maig - Murnau am Staffelsee, Alemanya: Gabriele Münter, pintora alemanya del moviment expressionista alemany (n. 1877).[66]
- 1 de juny - Ramla, Israel: Adolf Eichmann, oficial nazi, responsable directe de la solució final principalment a Polònia. Va ser l'encarregat de l'organització de la logística de transports de l'Holocaust. Després d'un polèmic i llarg judici va ser condemnat a morir a la forca.[67]
- 2 de juny - castell de Sissinghurst, Kentː Vita Sackville-West, poeta i novel·lista anglesa (n. 1892).[68]
- 6 de juny - París (França): Yves Klein, artista francès que tingué un paper destacat dins el moviment neodadaista i fou un dels impulsors del nouveau réalisme (n. 1928).[69]
- 12 de juny - Washington, Sussex, (Anglaterra):John Ireland, compositor britànic (n. 1879).[70]
- 15 de juny - Lausana (Suïssa): Alfred Cortot, pianista, pedagog i director d'orquestra suís (n. 1877).[71]
- 6 de juliol - Oxford (Mississipi), EUA: William Faulkner, escriptor estatunidenc (n. 1897).[72]
- 27 de juliol - Sury-en-Vaus (França): Richard Aldington, el nom de pila del qual va ser Edward Godfree Aldington, escriptor i poeta Britànic (n. 1892).[73]
- 2 d'agost - Tenterden, Kent: Clare 'Tony' Atwood, pintora britànica (n. 1866).[cal citació]
- 4 d'agost - Brentwood, Califòrnia (EUA): Marilyn Monroe, actriu i símbol sexual estatunidenca (n. 1926).
- 5 d'agost - Los Angeles, Califòrnia, EUA: Marilyn Monroe actriu estatunidenca, trobada morta d'una sobredosi de somnífers (n. 1926).
- 6 d'agost - Bordeus: Marthe Nespoulous, soprano francesa (n. 1894).[74]
- 9 d'agost - Montagnola, Suïssa: Hermann Hesse, escriptor i filòsof suís, Premi Nobel de Literatura l'any 1946.[75]
- 12 d'agost - Limpsfield, Surrey: Mabel Parton, tennista britànica, medallista olímpica als Jocs Olímpics d'Estocolm 1912 (n. 1881).[76]
- 1 de setembre, Medina de Rioseco: Luisa Cuesta, bibliotecària, advocada espanyola, pionera universitària (n. 1892).[77]
- 3 de setembre - North Conway, Nou Hampshire (EUA): Edward Estlin Cummings, poeta, pintor, assagista i dramaturg dels Estats Units d'Amèrica (n. 1894).[78]
- 6 de setembre - Berlin Est (RDA): Hanns Eisler, compositor alemany (n. 1898).[79]
- 7 de setembre - Rungsted, Dinamarca: Karen Blixen, escriptora en danès i anglès (n. 1885).[80]
- 25 de setembre - Oakland, Califòrnia: María Rosa Lida de Malkiel, filòloga i hispanista estatunidenca, jueva d'origen argentí (n. 1910).[81]
- 5 d'octubre, París, França: Sylvia Beach, llibretera i editora nord-americana (n. 1887).[82]
- 27 d'octubre - Nagàievo, Rússia: Natàlia Gontxarova, russa del cubisme i del futurisme (n. 1881).[83]
- 7 de novembre - Nova York (els EUA): Eleanor Roosevelt, primera dama dels Estats Units i activista dels drets humans (n. 1884).[67]
- 18 de novembre, Copenhaguen (Dinamarca): Niels Bohr, físic danès, guardonat amb el Premi Nobel de Física 1922 (n. 1885).
- 22 de novembre - Le Havre, França: René Coty, advocat, 17è president de la República Francesa, 2n de la IV República (n. 1882)
- 28 de novembre - Palau Het Loo (Països Baixos): Guillemina I dels Països Baixos. Reina dels Països Baixos des de l'any 1890 fins a l'any 1948 (n. 1880).[67]
- 7 de desembre - Oslo, Noruega: Kirsten Flagstad, cantant noruega, soprano wagneriana del segle xx. (n. 1895).[84]
- 15 de desembre - Hollywood, Califòrnia, EUA: Charles Laughton, actor i director de cinema i teatre, nascut al Regne Unit.
- Buenos Aires - Argentina: Felipe Romito, cantant argenti.
- Liddy Chiaffarelli pianista, cantant i professora de música brasilera.